# به اصطلاح زندگی من
به اصطلاح زندگی من  (به انگلیسی: My So-Called Life) یک مجموعه تلویزیونی آمریکایی به سبک درام نوجوان است که توسط ادوارد زوئیک برای شبکه شرکت پخش رسانه‌ای آمریکا ساخته شده‌است.